# Мартынов, Иван Степанович
Ива́н Степа́нович Марты́нов (20 января 1925 — 17 октября 1943) — советский воин-пехотинец — участник Великой Отечественной войны, Герой Советского Союза (1943). Гвардии красноармеец.

## Биография
Родился 20 января 1925 в деревне Некрасовка ныне Купинского района Новосибирской области. В 1940 году окончил Некрасовскую семилетнюю школу с похвальной грамотой. После окончания школы работал в полеводческой бригаде учётчиком.
В Красную Армию призван в феврале 1943 году, учился в Кемеровском военном пехотном училище (по другим сведениям в полковой школе в Кемерово). Ввиду сложного положения на фронте в августе 1943 года курсантов без присвоения воинского звания направили в действующую армию. 4 сентября 1943 года красноармеец Мартынов стал стрелком 6-й стрелковой роты 212-го гвардейского стрелкового полка 75-й гвардейской стрелковой дивизии.
Стрелок 6-й стрелковой роты 212-го гвардейского стрелкового полка 75-й гвардейской стрелковой дивизии 30-го стрелкового корпуса 60-й армии Центрального фронта гвардии красноармеец Иван Степанович Мартынов особо отличился при форсировании реки Днепр севернее Киева, в боях при захвате и удержании плацдарма в районе сёл Глебовка и Ясногородка (Вышгородский район Киевской области) на правом берегу Днепра осенью 1943 года. В наградном листе командир 212-го гвардейского стрелкового полка 75-й гвардейской стрелковой дивизии гвардии полковник Борисов М. С. написал
:

Гвардии рядовой Мартынов 23 сентября 1943 года в составе взвода гвардии младшего лейтенанта Генриха Яржина первый форсировал реку Днепр и первый ворвался на пароход «Николаев», где вместе со взводом взяли в плен пароход «Николаев», баржу с военно-инженерным имуществом, станковый пулемёт, миномёт и двух человек из команды парохода в плен.
Участвуя в бою за деревню Ясногородка, гвардии рядовой Мартынов показал образец мужества, героизма и отваги, истребил до 25 немецких солдат и офицеров.

За смелое действие при форсировании реки Днепр и отвагу при взятии парохода противника и команды парохода в плен достоин присвоения звания «Герой Советского Союза».
Указом Президиума Верховного Совета СССР от 17 октября 1943 года за успешное форсирование реки Днепр севернее Киева, прочное закрепление плацдарма на западном берегу реки Днепр и проявленные при этом мужество и геройство гвардии красноармейцу Мартынову Ивану Степановичу присвоено звание Героя Советского Союза.
Мартынов не успел узнать о присвоении звания Героя. В день подписания указа о присвоении ему этого звания, 17 октября 1943 года, он погиб в бою за освобождение Правобережной Украины, вероятно, на территории Вышгородского района Киевской области. Место захоронения неизвестно.

## Награды
- Медаль «Золотая Звезда» Героя Советского Союза (17 октября 1943 года).
- Орден Ленина (17 октября 1943 года).

## Память
- Именем Героя названа улица в городе Купино Новосибирской области.
- В Новосибирске его имя увековечено на Аллее Героев у Монумента Славы.
- В учебном центре Сухопутных войск Вооружённых сил Украины «Десна» установлен бюст Героя.